# Homalarthria nigra
Homalarthria nigra är en tvåvingeart som beskrevs av Lindner 1933. Homalarthria nigra ingår i släktet Homalarthria och familjen vapenflugor. Inga underarter finns listade i Catalogue of Life.